# Бахчисарай
Бахчисара́й (Багчасарáй, крим. Bağçasaray) — місто в Україні, адміністративний центр Бахчисарайського району Автономної Республіки Крим. Назва в перекладі з кримськотатарської мови означає «сад-палац» (bağça — сад, saray — палац).
Місто розташоване у внутрішньому пасмі Кримських гір, у долині річки Чюрюк-Сув, за 30 км від Сімферополя (автошлях Н06).

## Історія

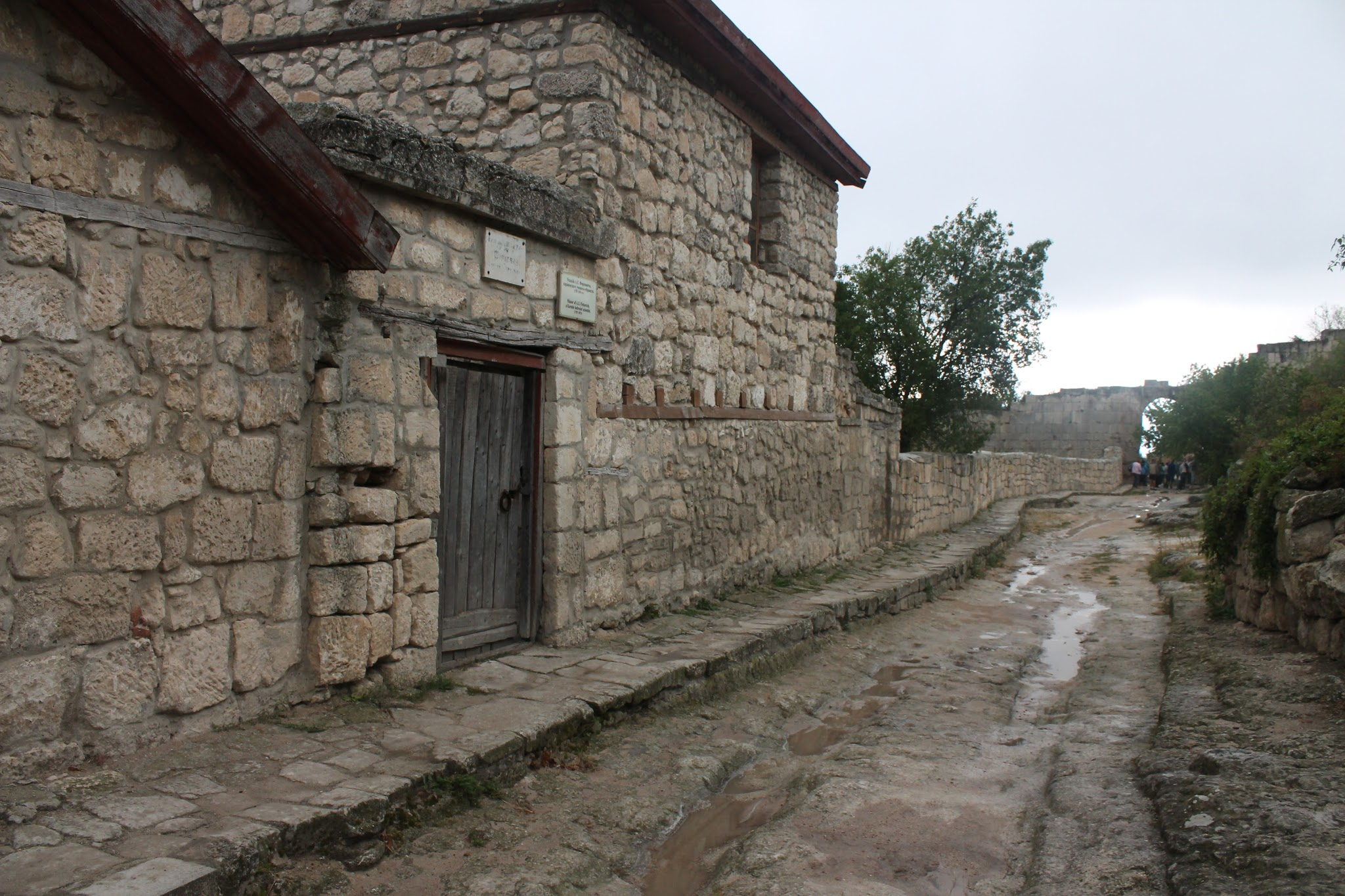
Давнє місто-фортеця Кирк-Ор

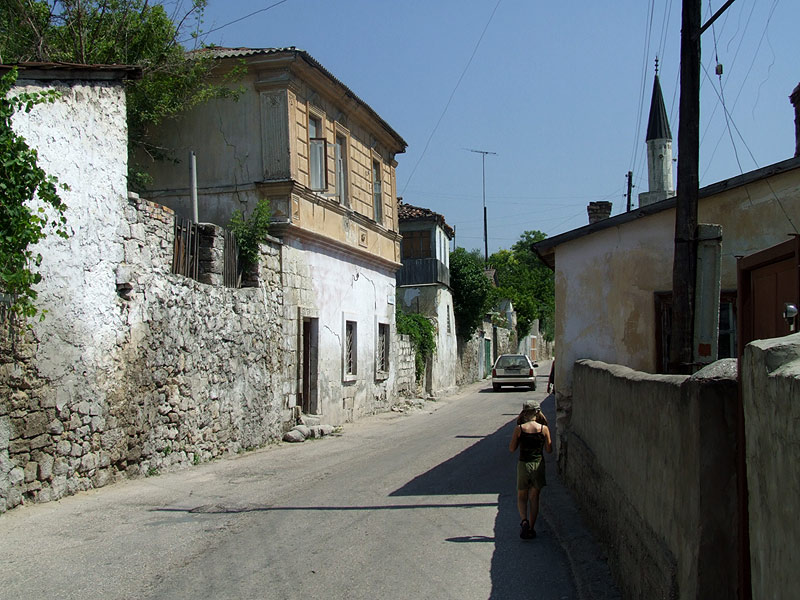
У традиційних кримськотатарських будинках верхній поверх був ширшим за перший. Така архітектура зустрічається в Бахчисараї і в наш час

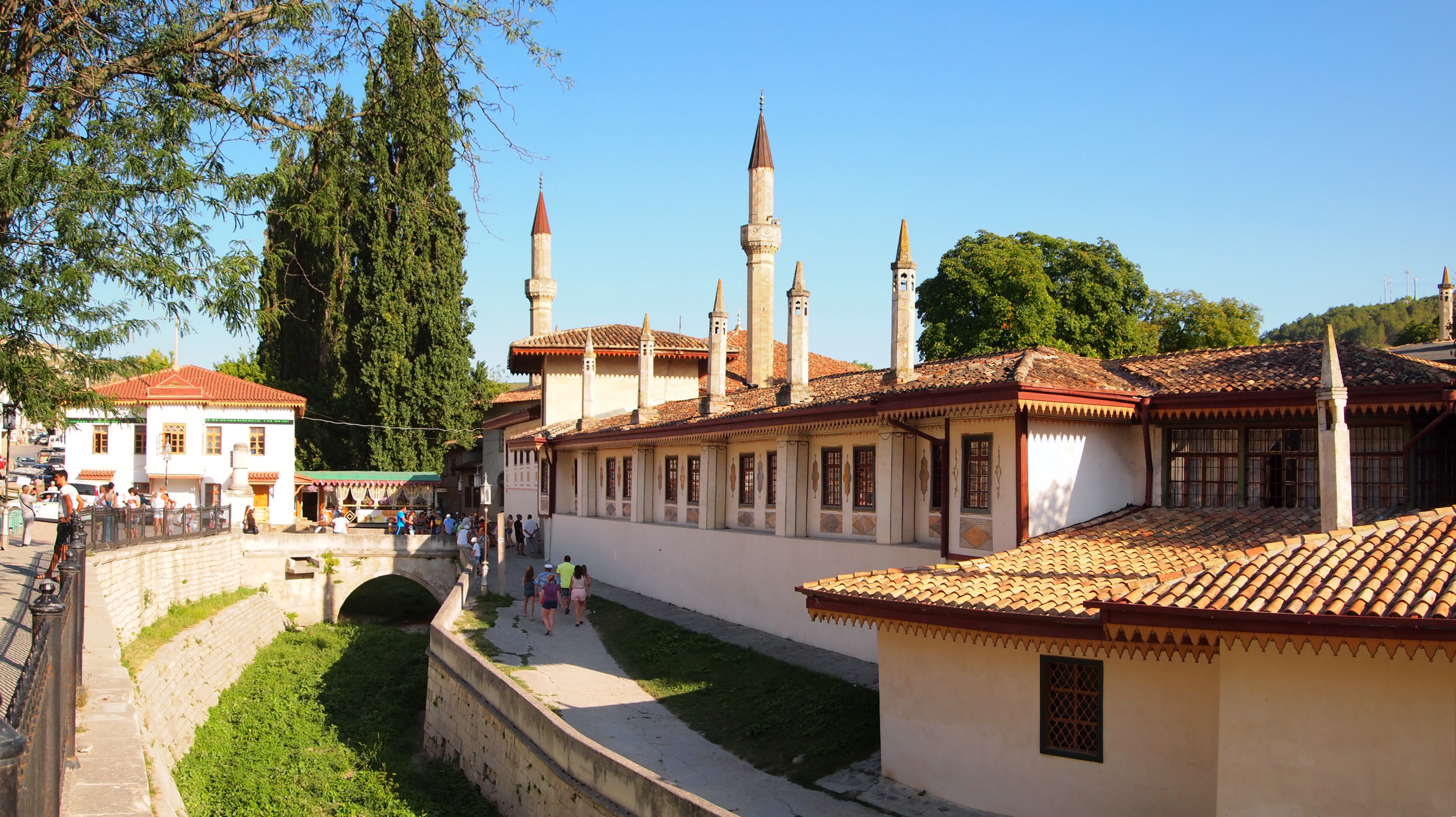
Ханський палац влітку. Річка Чурук-Су висохла та поросла травою

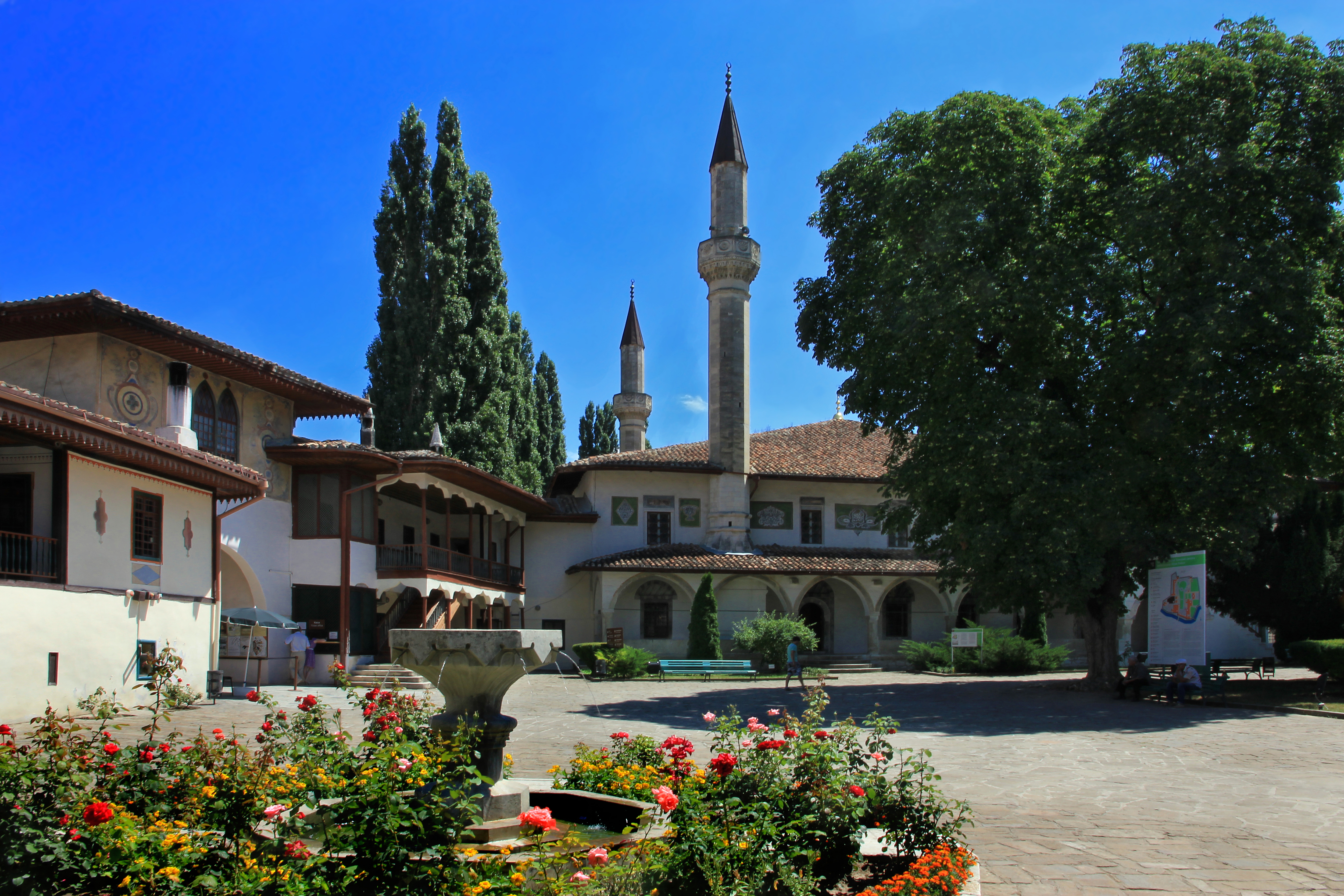
Велика ханська мечеть. В роки Кримського ханства у дворі палацу була площа, на якій проводили огляд військ. В наш час тут розбитий парк

В V—VI столітті на околиці сучасного Бахчисарая виникло печерне місто Кирк-Ор. У 30-х роках XV століття Кирк-Ор став резиденцією кримського хана Хаджі І Ґерая, який вів боротьбу за незалежність Кримського ханства від Золотої Орди. 1449 року Кримське ханство здобуло незалежність.
Син Хаджі Герая Менґлі Ґерай у 1485 році побудував новий палац Девлет-Сарай у підніжжі Кирк-Ор, у поселенні Салачик (після депортації 1944 року перейменоване на Старосілля, зараз є частиною старого міста Бахчисарая). Палацовий комплекс Девлет-Сарай в наш час не зберігся. Поруч з палацом 1500 року збудовано Зинджирли-медресе і дюрбе Хаджі Ґерая, де після смерті поховано також і Менґлі Ґерая.
На початку XVI століття розпочато будівництво нового ханського палацу, у більш широкому місці, ніж вузька ущелина Салачика. Цей палац отримав назву Бахчисарай (в перекладі з татарського «палац в саду»), а пізніше ця назва поширилася на місто, яке швидко виростало навколо палацу та стало столицею Кримського ханства. 1532 року резиденція хана офіційно перенесена до Бахчисарайського палацу, тому цей рік вважається роком заснування міста.
У XVII—XVIII століттях Ханський палац будувався та перебудовувався неодноразово. Найдавніші будівлі палацового комплексу — Велика ханська мечеть і лазні Сари-Ґюзель — датовані 1532 роком. 1736 року в ході російсько-турецької війни Ханський палац поруч з усім містом був спалений російськими військами під головуванням фельдмаршала Мініха. У 1740-х палац був відбудований та перебудований. Його споруди, що збереглися до нашого часу, значною мірою побудовані в той період.
У 1783 Бахчисарай разом зі всім Кримом анексований Російською імперією (фактично Крим контролювався російськими військами з 1771). В російський період місто втрачає столичне значення та стає провінційним маленьким поселенням з переважно кримськотатарським населенням.
1794 року, за даними «Камерального опису Криму», у Бахчисараї було 5 млинів, 20 пекарень, 13 шкіряних майстерень, 6 кузень, збройні майстерні, 2 винних ряди (грузинський та молдовський), 17 караван-сараїв для приїжджих.
Місто було збудовано у східних традиціях. Вулиці, крім центральної, що вела до палацу, більше нагадували стежки. Вони були прокладені терасами на схилах, багато будинків ліпилися однією чи двома стінами до скель. Традиційні кримськотатарські будинки мали низьку стелю, два поверхи, причому другий був ширше першого. За східною архітектурною традицією на сторону вулиці робили непривабливі фасади, часто з глухими стінами, а зсередини облаштовувалися затишні дворики.
Кожен район мав свою мечеть, звідси догори спрямовувалися мінарети.
В місті існував водопровід, зроблений з глиняних труб. Налічувалося близько 70 фонтанів (джерел) у дворах, в 47 місцях знаходилися придорожні джерела води.
Крім кримських татар, у місті проживали греки-уруми, вірмени, євреї.
Після анексії Криму Російською імперією Бахчисарайський палац потрапив у відання міністерства внутрішніх справ. У першій половині XIX століття булі проведені невдалі реставраційні роботи (за оцінкою Олександра Пушкіна, який відвідав палац 1820, «напів'європейські переробки»). Були знесені гарем, банний комплекс, зимовий палац.
В роки Кримської війни в Ханському палаці розташовувався лазарет, який часто відвідував лікар Микола Пирогов.
Після Кримської війни у 1860—1862 у ході другої хвилі еміграції з Криму з міста виїхало багато кримських татар. Тим не менше, на початку XX століття Бахчисарай був одним з трьох міст Криму, у якому кримські татари становили більшість населення (іншими містами з кримськотатарською більшістю були Карасубазар та Алушта).
У 1875 під час будівництва залізниці до Севастополя у Бахчисарая з'явилася власна залізнична станція.
Наприкінці XIX століття під впливом Ісмаїла Гаспринського в Бахчисараї зароджується рух джадидизму, тобто оновлення культури кримських татар. Формується кримськотатарська писемність, з 1883 починає виходити газета «Терджиман». В освітніх програмах медресе, що до того часу мали середньовічний характер, з'являються нові сучасні дисципліни.
1935 року на околицях міста завершено спорудження водосховища Егіз-Оба.
В травні 1944 кримськотатарське населення міста було депортовано. Ця трагедія дуже серйозно змінила місто, адже до 1944 більшість населення складали кримські татари.
Після Другої світової війни в місті з'являються нові райони: Бахчисарай поглинає Ескі-Юрт, на південь з'являється нове місто з багатоповерховою забудовою.
1959—1963 в Бахчисараї будується цементний завод, який з часом розширюється до комбінату «Будіндустрія».
У 1961—1964 роках проводилася наукова реставрація розписів і архітектурних деталей Ханського палацу, якою займалося українське науково-реставраційне управління Держбуду УРСР. Під час цієї реставрації були виправлені помилки минулих реставрацій та зовнішній вигляд палацу було наближений до первинного.
1989 року розпочинається повернення до Криму кримських татар. Вони будують в Бахчисараї нові райони з обох сторін від старого міста (5-й, 6-й та 7-й мікрорайони). Райони забудовані приватними будинками, з прямими вулицями.
Після розпаду СРСР відновлюються багато релігійних пам'яток: на початку 90-х відновили роботу Успенський монастир, Велика ханська мечеть, мечеть Тахтали-Джамі. У 2000-х відновлені Зинджирли-медресе, мечеть Орта-Джамі.
Старе місто Бахчисарая стає туристичним центром: будуються численні кафе та ресторани, маленькі готелі. Ханський палац, Успенський монастир, Чуфут-Кале стають найпопулярнішими пам'ятками серед кримських туристів.
У 2013 на місці занедбаного центрального парку міста створений Бахчисарайський парк мініатюр.
У лютому-березні 2014 місто окуповано військами Російської Федерації.

## Населення
Станом на 1 січня 2014 в Бахчисараї проживало 26 651 чоловік. Національний склад: 49 % — росіяни, 25 % — кримські татари, 23 % — українці, 3 % — інші.

## Клімат
Клімат напівпосушливий, теплий, із м'якою зимою. Звичайна температура повітря січня +0,3 °C, липня +21,7 °C. Опадів — 500 мм на рік.

## Природа

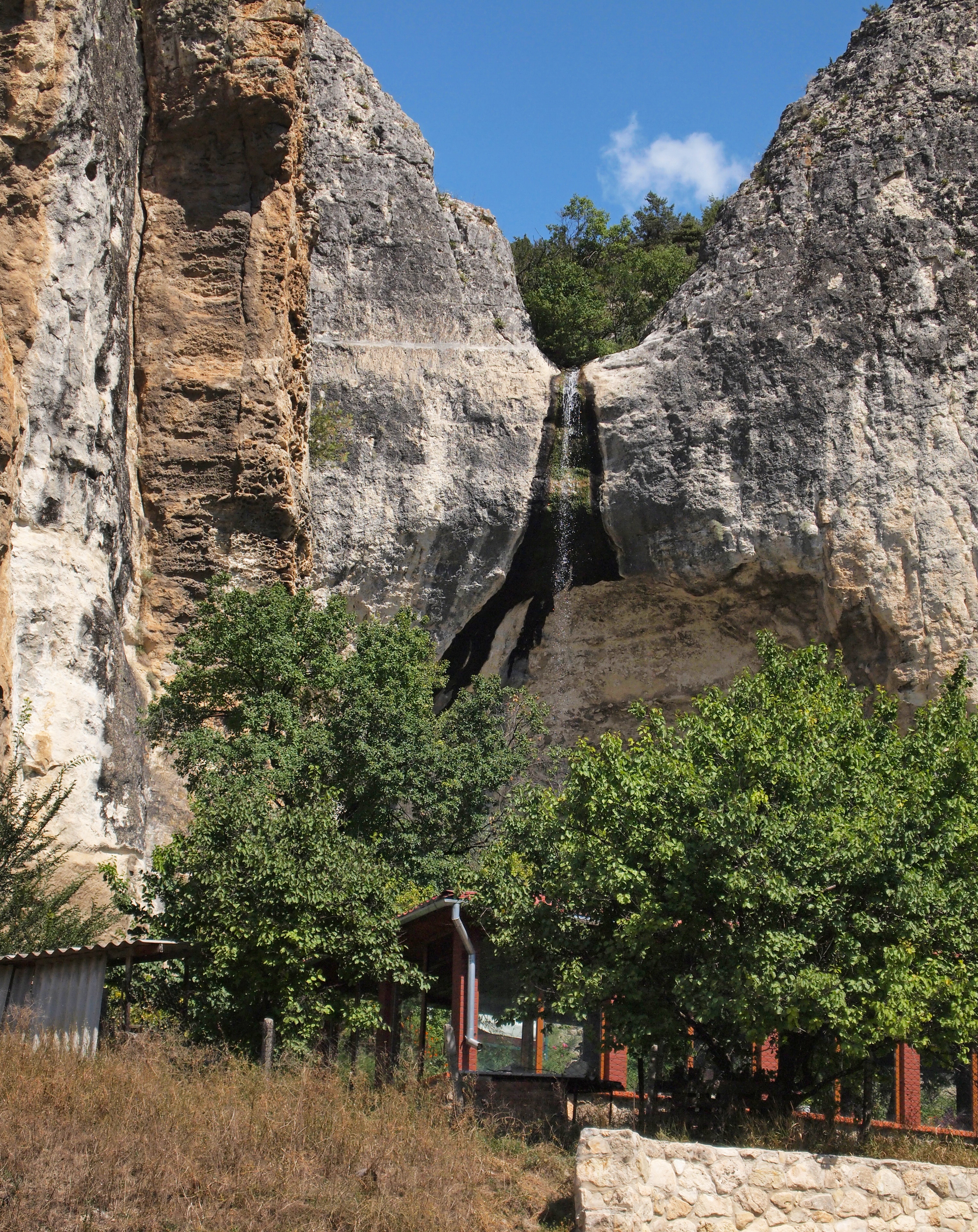
Водоспад біля Старосілля

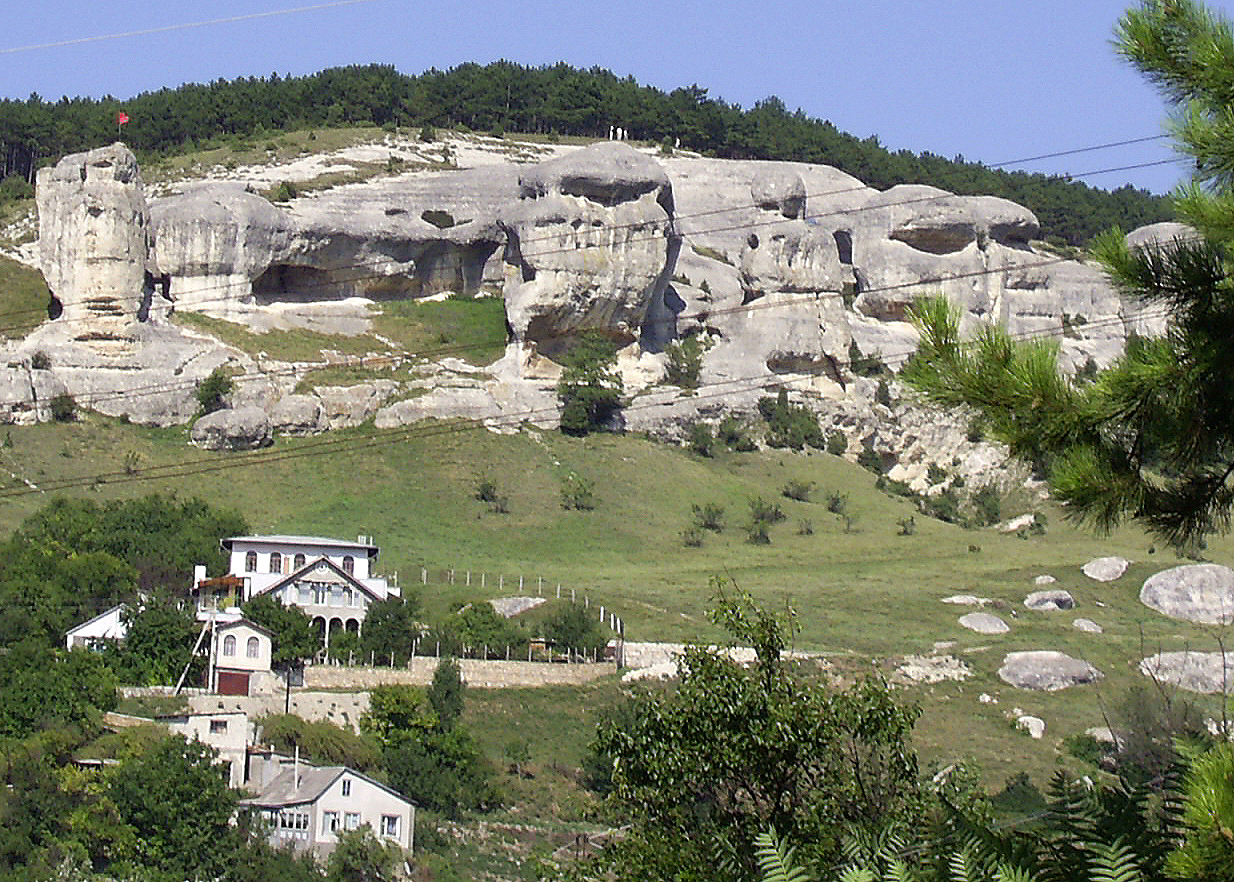
Кам'яні сфінкси Бахчисарая

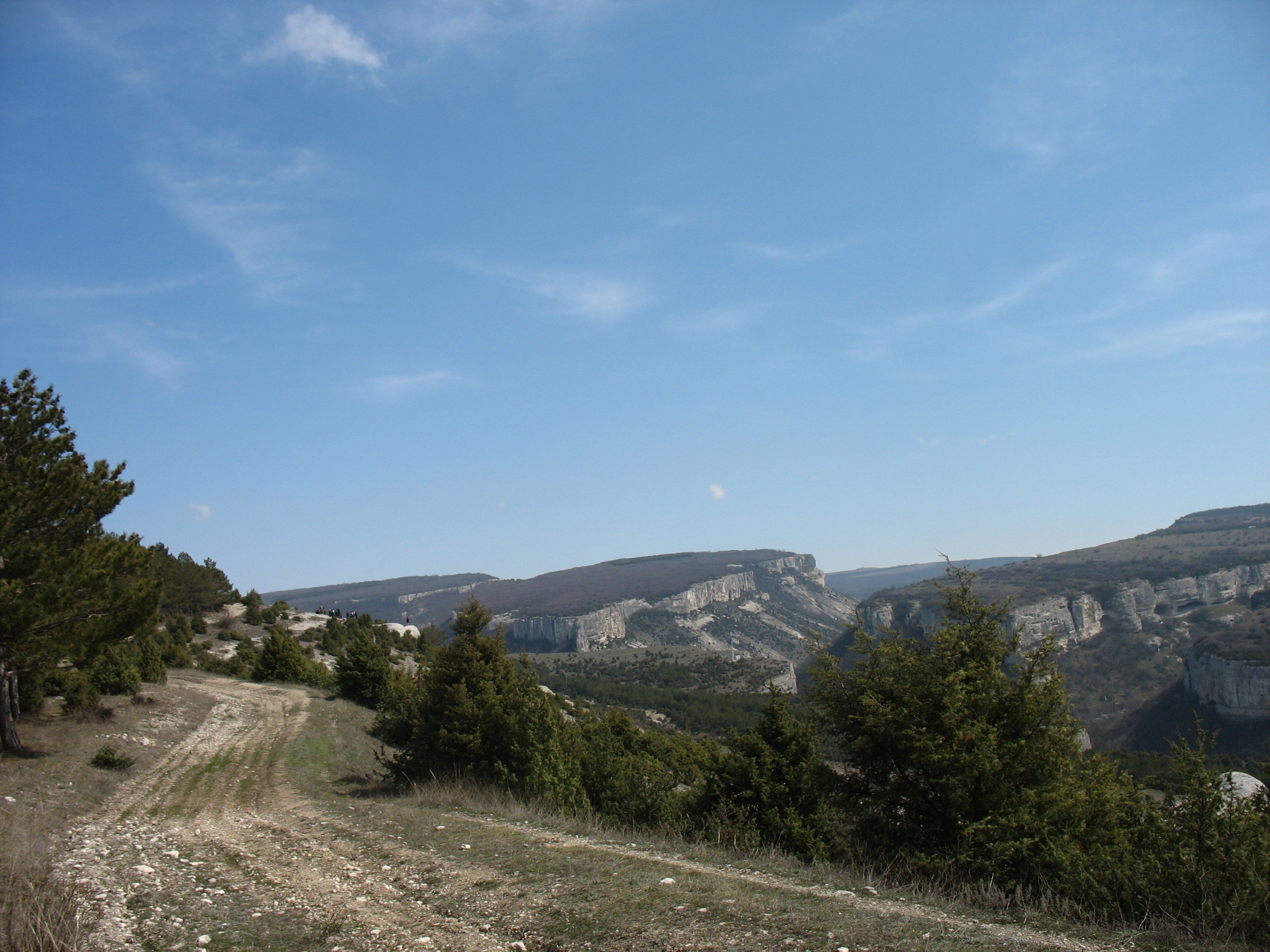
Вид на гори зі схилу старого міста

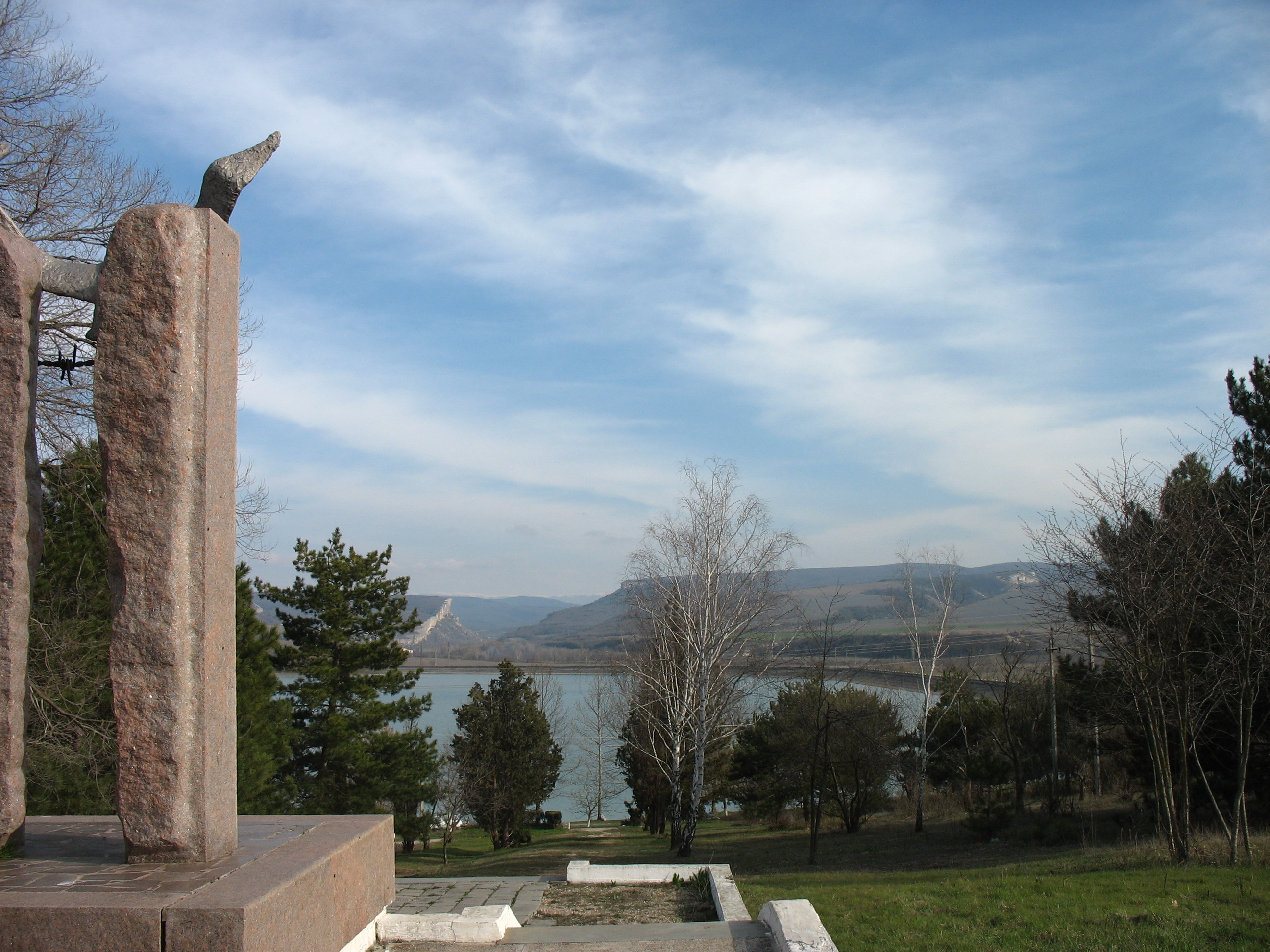
Водосховище Егіз-Оба та вид на «Качинські ворота»

Бахчисарай розташований у внутрішньому пасмі Кримських гір. Райони міста відрізняються за рельєфом: старе місто збудовано у вузький долині річки Чурук-Су, що ближче до Старосілля стає подібним ущелині; Ескі-Юрт та нове місто, що виникло у пізньорадянські роки — в широкій рівній долині; нові 5-й, 6-й та 7-й мікрорайони, що виникли після повернення кримських татар до Криму, збудовані на гірських плато, що височіють по обидва боки понад старим містом, на висоті близько 300 метрів понад морем.
Долина Чурук-Су, у якій розташований старий Бахчисарай, вузька і скеляста у початку (Старосілля), після Ханського палацу розширюється, а схили стають більш похилими. Зверху по обом краям висаджений сосновий ліс. Скелі схилів Бахчисарая мальовничі, утворюють вигадливі фігури. Найвідомішими скелями є кам'яні сфінкси, що навпроти палацу. Тут обладнані скелелазні маршрути невеликої важкості.
Зверху, по обом краям долини річки Чурук-Су, обладнані доріжки: прогулюючись ними, можна розглядати види старого міста та оточуючих його гір та дихати лісовим повітрям. В Бахчисараї немає парку (на місті невеликого центрального парку 2013 року збудований Бахчисарайський парк мініатюр). Проте наявність великих лісів прямо серед міста цілком компенсує це.
Іншою природною зоною відпочинку є водосховище Егіз-Оба з лісовими посадками та бесідками. Воно розташовується одразу по закінченню нового міста. Водосховище збудовано 1935 року та отримує воду з річки Кача.
Сама річка Кача протікає за два кілометри на південь від міста. В місті тече її притока — Чурук-Су. Під час дощів зі схилів долини в неї спрямовуються струмки води, та вона стає бурхливою річкою. Але у більшість часу Чурук-Су сама нагадує струмок, а кілька разів на рік навіть пересихає повністю.
Ближче до Старосілля з лівого борту ущелини цілий рік б'є невеликий водоспад. У його підніжжя збудовано кафе, але прохід до водоспаду вільний.
У бахчисарайських лісопосадках крім загально поширених кримських сосен та кримських дубів можна зустріти скумпію (звичайно використовується як підлісок), шипшину, кизил, ялівець. Здичавілі плодові дерева створюють лісові сади — чаїри — проте зазвичай їхні плоди маленькі та кислі. В травні — червні численні луги навколо міста вкриваються червоними та синіми квітами — це час цвітіння маків та шавлії.

## Пам'ятки та туристичні об'єкти
- Ханський палац
- Свято-Успенський монастир
- Печерне місто Чуфут-Кале
- Зинджирли-медресе
- Бахчисарайський парк мініатюр
- Дюрбе Ахмед-бея
- Дюрбе Мехмед-бея

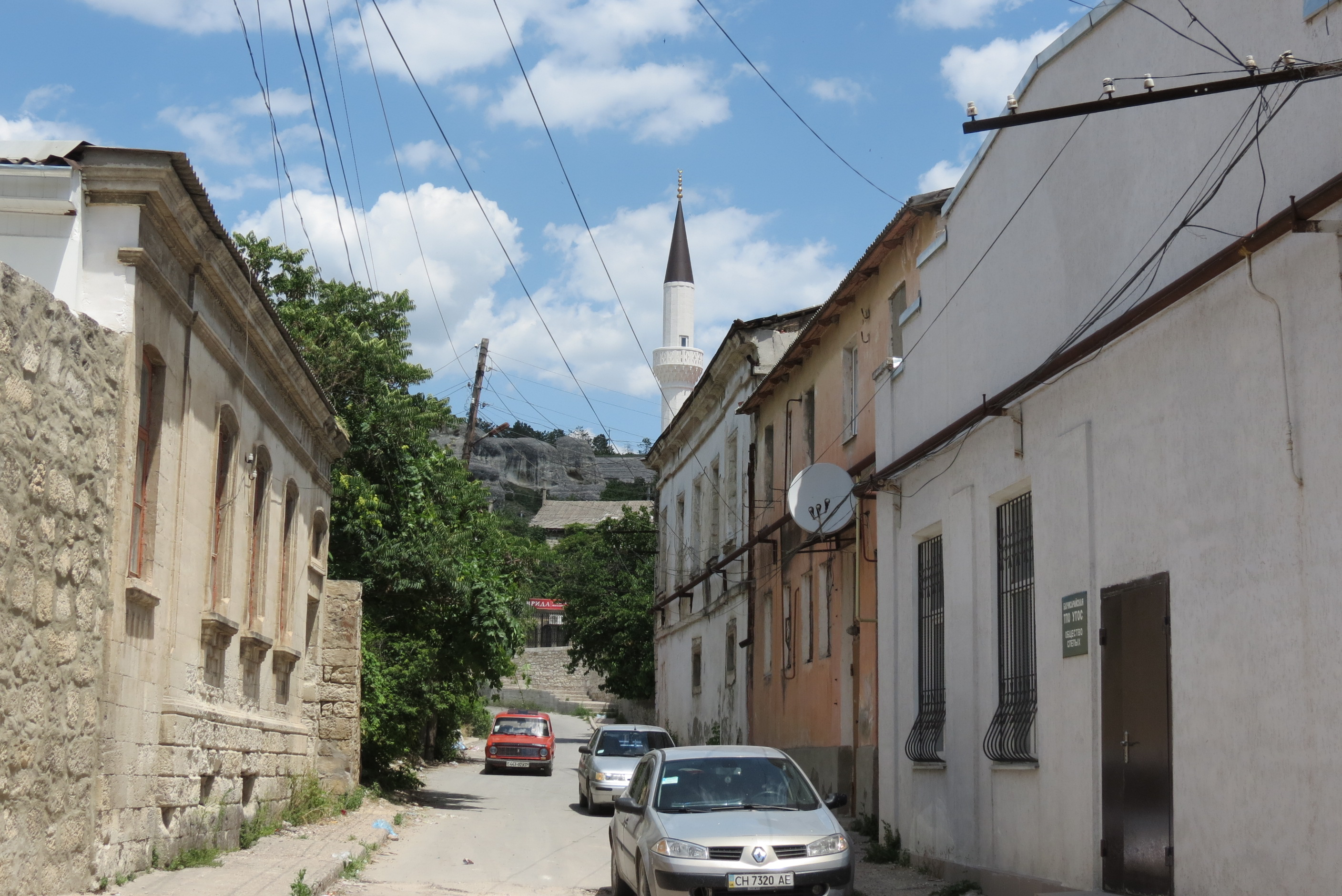
Вузькі вулиці Бахчисарая зберегли колорит старого східного міста

- Дюрбе Мухамед-Шах-бея-Бен-Юде-Султан
- Дюрбе Діляри-бікеч

## Економіка
Найбільшим підприємством міста є Бахчисарайський комбінат «Будіндустрія».
Також діють виноробний, хлібний заводи.
Широко розвинута туристична галузь. Бахчисарай є одним з найвідвідуваніших міст серед туристів Криму завдяки таким об'єктам, як Ханський палац, Успенський монастир, Чуфут-Кале, Бахчисарайський парк мініатюр. Проте більшість туристів приїжджають до Бахчисарая для екскурсій з інших міст півострова та не залишаються в місцевих готелях.
Кілька невеликих готелів зосереджені переважно у районах старого міста. Тут же працюють більшість ресторанів та кафе. З Бахчисарая починаються кілька піших багатоденних пішохідних маршрутів Кримськими горами.

## Інфраструктура

### Транспорт
- Залізнична станція. Станом на січень 2016 працюють лише приміські потяги до Сімферополя та Севастополя.
- Автостанція
- Діють чотири маршрути міського автобусу

### Спорт
- Стадіон «Дружба»

## Культура

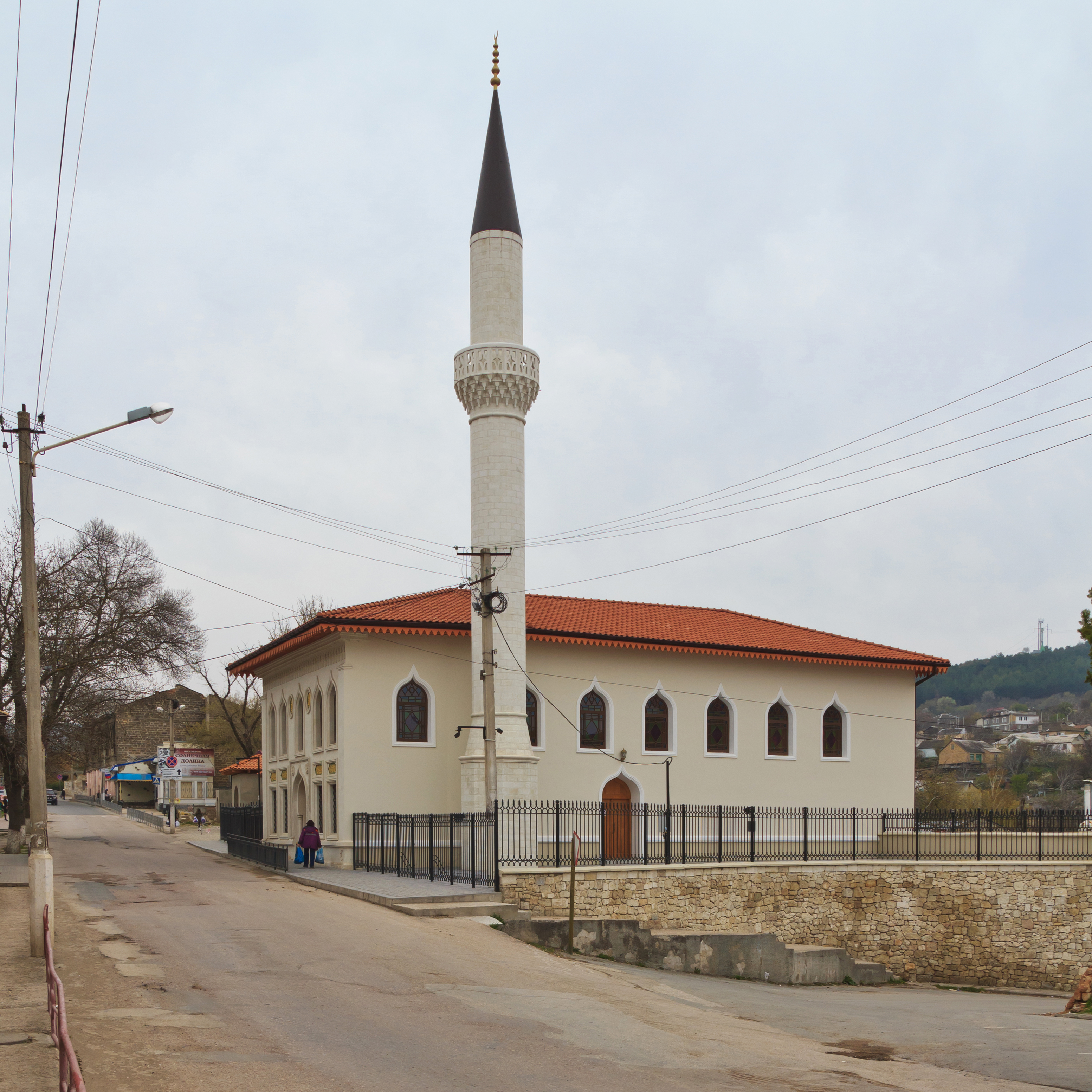
Мечеть Орта-Джамі

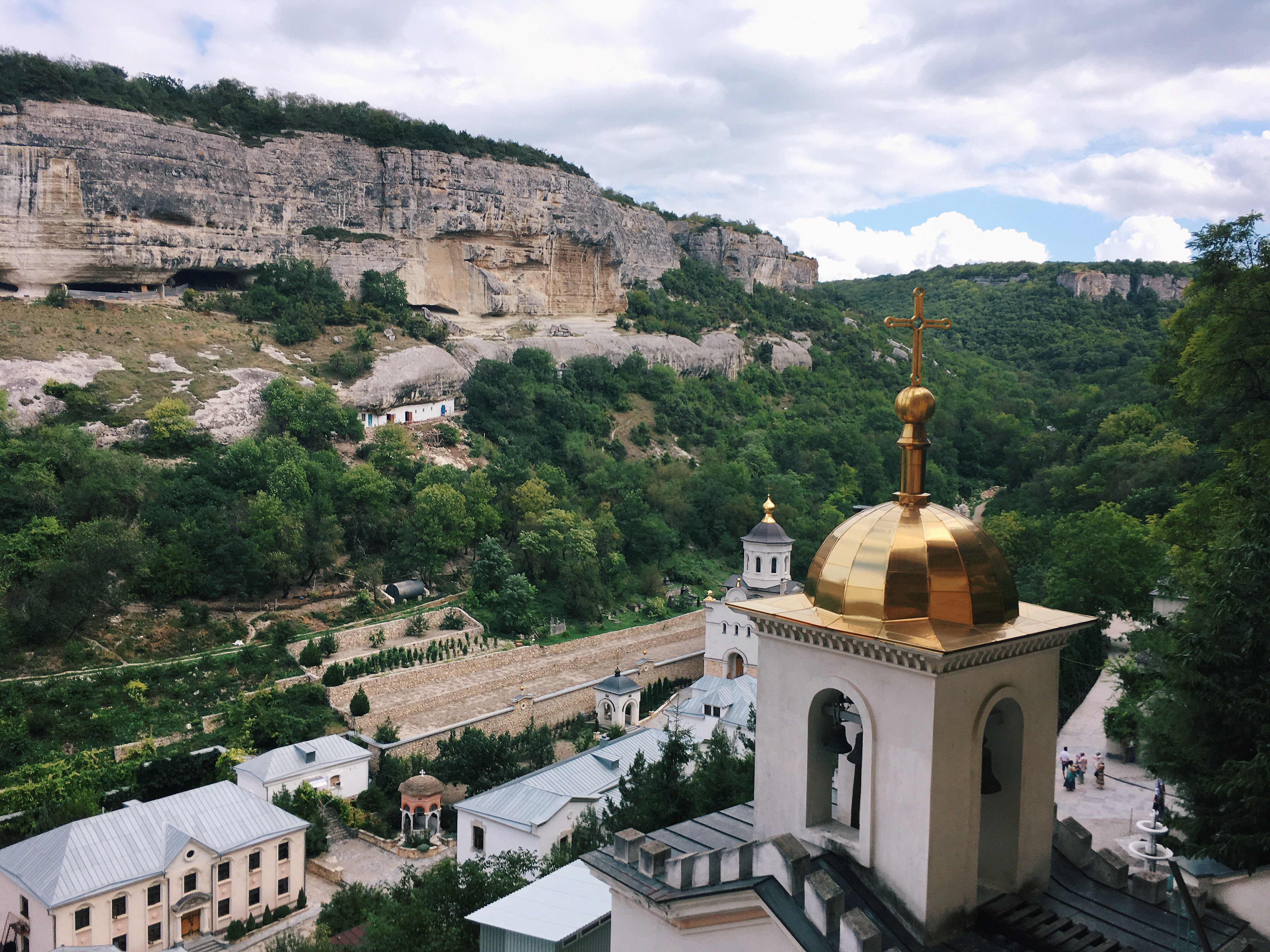
Свято-Успенський монастир

### Музеї
- Бахчисарайський державний історико-археологічний музей, охоплює:
  - Ханський палац
  - Печерне місто Чуфут-Кале
  - Меморіальний будинок-музей Ісмаїла-бей Гаспринського
- Музей кримськотатарських старожитностей La Richesse
- Художній музей[4]
- Дім-музей О.Ногаєвської та О.Ромма[5]

### Бахчисарай у літературі
Бахчисарай описаний, оспіваний у ряді художніх творів, зокрема, кримськотатарських і українських письменників і поетів.
Так, М. М. Коцюбинський присвятив йому оповідання «Під мінаретами», написане Михайлом Михайловичем у вересні (в 1905 р . вперше опубліковане в «Киевской старине»).

## Релігія

### Мечеті
- Велика ханська мечеть
- Мала ханська мечеть
- Тахтали-Джамі
- Орта-Джамі
- Молла Мустафа Джамі

### Християнські монастирі та храми

#### Православні
- Свято-Успенський монастир
- Храм Феодорівської ікони Божої Матері
- Храм св. Миколая

#### Протестантські
- Храм «Голос надії» (п'ятдесятники)

### Недіючі
- Мечеть Ісмі-Хан
- Кенаса

## Міста-побратими
Бурса, Туреччина
 Ерзурум, Туреччина

## Відомі люди
- Ісмаїл Гаспринський (1851—1914) — кримськотатарський просвітитель, письменник, педагог, культурний та громадсько-політичний діяч.
- Яновський Володимир Костянтинович (1876–1966) — почесний громадянин міста. Художник, який прожив в Бахчисараї 41 рік, залишив улюбленому місту 97 картин, що зберігаються нині у фондах історико-культурного заповідника[6][7].
- Бораганський Ільяс — кримськотатарський книговидавець та просвітній діяч.
- Менґлі I Ґерай — кримський хан (1466, 1469–1475, 1478–1515) з династії Ґераїв
- Панібрат Джеміля Керимівна (1923—2002) — радянський, український організатор кіновиробництва.

## Додаткові джерела
- Бахчисарай — Інформаційно-пізнавальний портал | Кримська область у складі УРСР [Архівовано 29 вересня 2013 у Wayback Machine.] (На основі матеріалів енциклопедичного видання про історію міст та сіл України, том — Історія міст і сіл Української РСР. Кримська область. — К.: Головна редакція УРЕ АН УРСР, 1970. — 992 с.)